# 202 (numero)
Duecentodue (202) è il numero naturale dopo il 201 e prima del 203.

## Proprietà matematiche
- È un numero pari.
- È un numero composto, con quattro divisori: 1, 2, 101 e 202. Poiché la somma dei suoi divisori (escluso il numero stesso) è 104 < 202, è un numero difettivo.
- È un numero semiprimo.
- È un numero nontotiente.
- È un numero noncototiente.
- È un numero 35-gonale.
- È un numero malvagio.
- È un numero di Smith in base 10, essendo la somma delle sue cifre uguale a quella della sua fattorizzazione.
- Può essere espresso come somma di due quadrati: 202=11²+9².
- Può essere espresso come somma di quattro numeri primi consecutivi: 202=43+47+53+59.
- È un numero palindromo in base 10.
- È parte delle terne pitagoriche (40, 198, 202), (202, 10200, 10202).

## Astronomia
- 202P/Scotti è una cometa periodica del sistema solare.

## Astronautica
- Cosmos 202 è un satellite artificiale russo.

## Altri ambiti
- L'additivo alimentare E202 è il conservante sorbato di potassio.
- 202 Chryseïs è un asteroide della fascia principale.
- La Peugeot 202 è stato un modello di utilitaria prodotto dalla Peugeot dal 1938 al 1949.